# Pikelinia mendensis
Espèce
Synonymes
- Filistata mendensis Mello-Leitão, 1920

Pikelinia mendensis est une espèce d'araignées aranéomorphes de la famille des Filistatidae.

## Distribution
Cette espèce se rencontre en Argentine dans les provinces de Misiones et de Corrientes, au Paraguay et au Brésil dans les États de Rio de Janeiro, de São Paulo, du Goiás, du Mato Grosso do Sul, du Paraná, de Santa Catarina et du Rio Grande do Sul,.

## Description
La femelle holotype mesure 1,90 mm, Ramírez et Grismado en 1997 ont décrit une femelle de 3,60 mm et un mâle de 2,20 mm.

## Systématique et taxinomie
Cette espèce a été décrite sous le protonyme Filistata mendensis par Mello-Leitão en 1920. Elle est placée dans le genre Filistatoides par Mello-Leitão en 1946, dans le genre Misionella par Ramírez et Grismado en 1997 puis dans le genre Pikelinia par Magalhaes et Ramírez en 2022.

## Étymologie
Son nom d'espèce, composé de mend[es] et du suffixe latin -ensis, « qui vit dans, qui habite », lui a été donné en référence au lieu de sa découverte, Mendes.

## Publication originale
- Mello-Leitão, 1920 : « Algumas aranhas novas. » Revista da Sociedade Brasileira de Sciencias, vol. 3, p. 169-176.